# Acrocyrta clytoides
Acrocyrta clytoides är en skalbaggsart som beskrevs av Francis Polkinghorne Pascoe 1857. Acrocyrta clytoides ingår i släktet Acrocyrta och familjen långhorningar. Inga underarter finns listade i Catalogue of Life.